# Предательская луна
«Предательская луна» (англ. Betrayer Moon) — третья серия первого сезона телесериала Netflix «Ведьмак», снятая режиссёром Алексом Гарсией Лопесом по сценарию Бо Демайо. Она появилась в открытом доступе в один день с остальными — 20 декабря 2019 года.

## Название и сюжет
Название серии стало известно благодаря публикации на сайте Гильдии сценаристов США. Позже (22 ноября) Netflix опубликовал слоган этого эпизода: «Привередливый едок — позор семьи». Отсюда был сделан вывод, что третья серия станет экранизацией рассказа Анджея Сапковского «Ведьмак» из сборника «Последнее желание», в котором Геральт приезжает в Вызиму, чтобы снять заклятие с упырицы — дочери местного короля Фольтеста.
В основу одной из сюжетных линий третьей серии действительно лёг этот рассказ. Геральт знакомится в Вызиме с Трисс Меригольд, выясняет, кто именно наложил проклятие на мать упырицы, вступает в бой со стрыгой (strzyga) и до утра не даёт чудовищу вернуться в гробницу, так что оно превращается в юную девушку. Параллельно развиваются другие сюжетные линии: принцесса Цинтры Цирилла в своём бегстве от нильфгаардцев достигает Брокилонского леса, а юная уродливая чародейка Йеннифэр из Венгерберга благодаря волшебству становится красавицей.

## В ролях
- Генри Кавилл — Геральт из Ривии
- Аня Чалотра — Йеннифэр из Венгерберга
- Фрейя Аллан — княжна Цирилла
- Мианна Бёринг — Тиссая де Врие
- Анна Шаффер — Трисс Меригольд
- Ройс Пирресон — Истредд
- Мими Дивени — Фрингилья Виго
- Уилсон Мбомио — Дара

## Реакция
Обозревателя интернет-ресурса IGN впечатлили визуальные эффекты, которые авторы сериала использовали, чтобы показать поединок Геральта со стрыгой. Этот рецензент уверен, что линия Цири здесь остаётся самой слабой: княжна Цинтры была готова к действиям ещё в первом эпизоде, но сценаристы её придерживают, стараясь сначала показать характеры Геральта и Йеннифэр. Соответственно и в третьей серии Цири появляется только на несколько минут.
Тот же рецензент счёл «Предательскую луну» завершением своеобразного пролога, после которого должно начаться полноценное развитие сюжета.